# Уолдрон, Шона
Шона Уолдрон (англ. Shawna Waldron; род. 25 января 1982, Глендейл) — американская актриса.

## Биография
Шона Лэнджилл Уолдрон родилась 25 января 1982 года в городе Глендейл, Калифорния, США. Дебютировала в кино в 1994 году в фильме «Маленькие великаны». На следующий год получила роль в фильме «Американский президент». В 2008 году снялась в главной роли в фильме «Ядовитый плющ: Тайное общество». В 2014 году снялась в главной роли в фильме «Ночники».

## Награды и номинации
- 2000 — номинация на премию «Молодой актёр» в категории «Лучшая молодая актриса второго плана в комедийном сериале» («Дамский угодник»)[5].
- 2013 — премия «Action on Film International Film Festival» в категории «Лучший актёрский ансамбль» («Парни из полиции»).
- 2014 — премия «Blue Glass Award» Blue Whiskey Independent Film Festival в категории «Лучшая актриса» («Ночники»).

## Фильмография
| Год       |     | Русское название                 | Оригинальное название          | Роль                |
| --------- | --- | -------------------------------- | ------------------------------ | ------------------- |
| 1994      | ф   | Маленькие великаны               | Little Giants                  | Бекки О’Ши          |
| 1995      | ф   | Американский президент           | The American President         | Люси Шеперд         |
| 1998      | тф  | Господин директриса              | Mr. Headmistress               | Берил Эндрюс        |
| 1998      | тф  | Перемены в душе                  | A Change of Heart              | Сара Маршалл        |
| 1999      | с   | Семейные правила                 | Family Rules                   | Энн Харрисон        |
| 1999—2000 | с   | Дамский угодник                  | Ladies Man                     | Бонни Стайлс №2     |
| 2001      | ф   | Желтый знак                      | The Yellow Sign                | Тесс Рирдон/Камилла |
| 2002      | с   | Равнина                          | Flatland                       | Тесс                |
| 2003      | тф  | Последствия                      | Aftermath                      | Тесс                |
| 2004      | в   | Убить для псевдодокументальности | To Kill a Mockumentary         | Саманта             |
| 2007      | с   | Глупое лицо                      | Stupidface                     | девушка             |
| 2008      | тф  | Ядовитый плющ: Тайное общество   | Poison Ivy: The Secret Society | Азалия Бергес       |
| 2009      | ф   | 3 дня в Лос-Анджелесе            | 3 Days in L.A.                 | Аманда              |
| 2010      | ф   | Сайрус                           | Cyrus                          | Хлои                |
| 2012      | ф   | Лиззи                            | Lizzie                         | Мэгги               |
| 2013      | тф  | Парни из полиции                 | Police Guys                    | Шоуна               |
| 2014      | кор | Дневники экзорцизма              | The Exorcism Diaries           | Кэз                 |
| 2014      | ф   | Шов                              | Stitch                         | Серафина            |
| 2014      | ф   | Ночники                          | NightLights                    | Эрин Логан          |
| 2015      | ф   | Восход мертвеца                  | Dead Man Rising                | Клара               |